# Lukas Görtler
Lukas Maria Görtler (Bamberga, 15 giugno 1994) è un calciatore tedesco, attaccante del San Gallo.

## Statistiche

### Presenze e reti nei club
Statistiche aggiornate al 24 luglio 2021.
| Stagione                 | Squadra                  | Campionato               | Campionato | Campionato | Coppe nazionali | Coppe nazionali | Coppe nazionali | Coppe continentali | Coppe continentali | Coppe continentali | Altre coppe | Altre coppe | Altre coppe | Totale | Totale | Totale |
| Stagione                 | Squadra                  | Comp                     | Pres       | Reti       | Comp            | Pres            | Reti            | Comp               | Pres               | Reti               | Comp        | Pres        | Reti        | Pres   | Reti   |        |
| ------------------------ | ------------------------ | ------------------------ | ---------- | ---------- | --------------- | --------------- | --------------- | ------------------ | ------------------ | ------------------ | ----------- | ----------- | ----------- | ------ | ------ | ------ |
| 2012-2013                | Eintracht Bamberg        | RL                       | 29         | 2          | -               | -               | -               | -                  | -                  | -                  | -           | -           | -           | 29     | 2      |        |
| 2013-2014                | Eintracht Bamberg        | RL                       | 31         | 8          | -               | -               | -               | -                  | -                  | -                  | -           | -           | -           | 31     | 8      |        |
| Totale Eintracht Bamberg | Totale Eintracht Bamberg | Totale Eintracht Bamberg | 60         | 10         |                 | -               | -               |                    | -                  | -                  |             | -           | -           | 60     | 10     |        |
| 2014-2015                | Bayern Monaco II         | RL                       | 27         | 11         | -               | -               | -               | -                  | -                  | -                  | -           | -           | -           | 27     | 11     |        |
| mag. 2015                | Bayern Monaco            | BL                       | 1          | 0          | CG              | -               | -               | UCL                | -                  | -                  | SG          | -           | -           | 1      | 0      |        |
| 2015-2016                | Kaiserslautern           | 2.L                      | 18         | 2          | CG              | 1               | 0               | -                  | -                  | -                  | -           | -           | -           | 19     | 2      |        |
| 2016-2017                | Kaiserslautern           | 2.L                      | 23         | 0          | CG              | 1               | 0               | -                  | -                  | -                  | -           | -           | -           | 24     | 0      |        |
| Totale Kaiserslautern    | Totale Kaiserslautern    | Totale Kaiserslautern    | 42         | 2          |                 | 2               | 0               |                    | -                  | -                  |             | -           | -           | 44     | 2      |        |
| 2017-2018                | Utrecht                  | E                        | 23         | 0          | CO              | 2               | 1               | UEL                | 2                  | 0                  | -           | -           | -           | 27     | 1      |        |
| 2018-2019                | Utrecht                  | E                        | 14         | 0          | CO              | 3               | 0               | -                  | -                  | -                  | -           | -           | -           | 17     | 0      |        |
| Totale Utrecht           | Totale Utrecht           | Totale Utrecht           | 37         | 0          |                 | 5               | 1               |                    | 2                  | 0                  |             | -           | -           | 44     | 1      |        |
| 2019-2020                | San Gallo                | ASL                      | 34         | 3          | CS              | 2               | 0               | -                  | -                  | -                  | -           | -           | -           | 36     | 3      |        |
| 2020-2021                | San Gallo                | ASL                      | 32         | 2          | CS              | 4               | 1               | UEL                | 1                  | -                  | -           | -           | -           | 37     | 3      |        |
| 2021-2022                | San Gallo                | ASL                      | 1          | 0          | CS              | -               | -               | -                  | -                  | -                  | -           | -           | -           | 1      | 0      |        |
| Totale San Gallo         | Totale San Gallo         | Totale San Gallo         | 67         | 5          |                 | 6               | 2               |                    | 1                  | 0                  |             | -           | -           | 74     | 6      |        |
| Totale carriera          | Totale carriera          | Totale carriera          | 206        | 17         |                 | 13              | 1               |                    | 3                  | 0                  |             | -           | -           | 222    | 19     |        |